# Playa Verde
Playa Verde és un balneari del sud-est de l'Uruguai, ubicat al departament de Maldonado. Es troba sobre la costa del Riu de la Plata, sobre la ruta 10, 6 quilòmetres al nord-oest de Piriápolis. Limita amb Las Flores al nord-oest, separats pel rierol Tarariras, i amb el balneari Playa Hermosa al sud-est.

## Població
Segons les dades del cens de 2004, Playa Verde tenia una població aproximada de 250 habitants i un total de 578 habitatges.
| Any  | Població |
| ---- | -------- |
| 1963 | 86       |
| 1975 | 108      |
| 1985 | 132      |
| 1996 | 154      |
| 2004 | 250      |
| 2011 | 269      |